# Cyperus michoacanensis
Cyperus michoacanensis är en halvgräsart som beskrevs av Nathaniel Lord Britton och Charles Baron Clarke. Cyperus michoacanensis ingår i släktet papyrusar, och familjen halvgräs. Inga underarter finns listade i Catalogue of Life.